# Бхаргава, Манджул
Манджул Бхаргава (англ. Manjul Bhargava; род. 8 августа 1974, Гамильтон, Канада) — американский математик индийского происхождения. Труды в основном посвящены теории чисел. Член Лондонского королевского общества. Лауреат Филдсовской премии (2014).

## Биография
Его родители переехали в Канаду из Индии, а после его рождения переехали в США. Его мать, математик по профессии, преподавала в университете и научила его математике. В 1996 году получил степень бакалавра в Гарвардском университете, в 2001 году получил степень доктора философии по математике в Принстонском университете. С 2003 года работает в Принстонском университете, с 2010 года также преподает в Лейденском университете.

## Награды и отличия
Получил несколько наград, в число которых входят Стипендия Паккардов (2004)  и Премия Коула (2008).
В 2014 году сделал пленарный доклад на Международном конгрессе математиков и стал лауреатом Филдсовской премии.
В 2015 году получил Падма Бхушан.
Является членом Национальной академии наук США (2013), действительным членом Американского математического общества .